# Litijum (lek)
Pojedina jedinjenja litijuma, poznata i kao soli litijuma, koriste se kao psihijatrijski lekovi, prvenstveno za bipolarni poremećaj i veliki depresivni poremećaj. Litijum se uzima oralno (na usta).
Uobičajeni neželjeni efekti uključuju pojačano mokrenje, drhtanje ruku i povećanu žeđ. Ozbiljni neželjeni efekti uključuju hipotireozu, insipidni dijabetes i toksičnost litijumom. Preporučuje se praćenje nivoa krvi da bi se smanjio rizik od potencijalne toksičnosti. Ako nivoi postanu previsoki, mogu se javiti dijareja, povraćanje, loša koordinacija, pospanost i zujanje u ušima. Litijum je teratogen u visokim dozama, posebno tokom prvog trimestra trudnoće. Upotreba litijuma tokom dojenja je kontroverzna; međutim, mnoge međunarodne zdravstvene vlasti savetuju da to ne koristi, a dugoročni ishodi perinatalnog izlaganja litijumu nisu proučavani. Američka akademija za pedijatriju navodi litijum kao kontraindikovan za trudnoću i dojenje. Uprava za hranu i lekove Sjedinjenih Država kategorizuje litijum kao pozitivan dokaz rizika za trudnoću i mogući opasan rizik za laktaciju.
Litijumove soli su klasifikovane kao stabilizatori raspoloženja. Mehanizam delovanja litijuma nije poznat.
U devetnaestom veku, litijum je korišćen kod ljudi koji su imali giht, epilepsiju i rak. Njegova upotreba u lečenju mentalnih poremećaja počela je sa Karlom Langom u Danskoj i Vilijamom Aleksanderom Hamondom u Njujorku, koji su koristili litijum za lečenje manije od 1870-ih pa nadalje, na osnovu sada diskreditovanih teorija koje uključuju njegov efekat na mokraćne kiseline. Korišćenje litijuma za mentalne poremećaje je ponovo uspostavio (na drugačijoj teorijskoj osnovi) 1948. Džon Kejd u Australiji. Litijum karbonat je na Listi esencijalnih lekova Svetske zdravstvene organizacije i dostupan je kao generički lek. Godine 2020, to je bio 197. najčešće prepisivani lek u Sjedinjenim Državama, sa više od 2 miliona recepata. Smatra se da se nedovoljno koristi kod starijih ljudi, iako je razlog za to nejasan.

## Medicinske upotrebe
Godine 1970, litijum je odobrila Uprava za hranu i lekove Sjedinjenih Država (FDA) za lečenje bipolarnog poremećaja, koji ostaje njegova primarna upotreba u Sjedinjenim Državama. Ponekad se koristi kada drugi tretmani nisu efikasni u nizu drugih stanja, uključujući kliničku depresiju, šizofreniju, poremećaje kontrole impulsa i neke psihijatrijske poremećaje kod dece. Pošto FDA nije odobrila litijum za lečenje drugih poremećaja, takva upotreba nije dozvoljena.

### Bipolarni poremećaj
Litijum se prvenstveno koristi kao lek za održavanje u lečenju bipolarnog poremećaja za stabilizaciju raspoloženja i sprečavanje maničnih epizoda, ali takođe može biti od pomoći u akutnom lečenju maničnih epizoda. Iako preporučeni u smernicama za lečenje depresije kod bipolarnog poremećaja, dokazi da je litijum bolji od placeba za akutnu depresiju su niskog kvaliteta; atipični antipsihotici se smatraju efikasnijim za lečenje akutnih depresivnih epizoda. Tretman litijum karbonatom se ranije smatrao neprikladnim za decu; međutim, novije studije pokazuju njegovu efikasnost u lečenju ranog bipolarnog poremećaja kod dece od osam godina. Potrebna doza je nešto manja od toksičnog nivoa (predstavljajući nizak terapeutski indeks), što zahteva pažljivo praćenje nivoa litijum karbonata u krvi tokom lečenja. Unutar terapijskog opsega postoji dozno responsni odnos. Ograničena količina dokaza ukazuje na to da litijum karbonat može doprineti lečenju poremećaja upotrebe supstanci kod nekih ljudi sa bipolarnim poremećajem. Iako se veruje da litijum sprečava samoubistvo kod ljudi sa bipolarnim poremećajem, sistematski pregled iz 2022. je otkrio da su „Dokazi iz randomizovanih ispitivanja neubedljivi i ne podržavaju ideju da litijum sprečava samoubistvo ili samoubilačko ponašanje.“

### Šizofreni poremećaji
Litijum se preporučuje za lečenje šizofrenih poremećaja samo nakon što su drugi antipsihotici bili neuspešni; on ima ograničenu efikasnost kada se koristi sam. Rezultati različitih kliničkih studija o efikasnosti kombinovanja litijuma sa antipsihotičkom terapijom za lečenje šizofrenih poremećaja su varirali.

### Teži depresivni poremećaj
Ako simptomi težeg depresivnog poremećaja ne reaguju na standardni tretman (kao što su selektivni inhibitori ponovnog preuzimanja serotonina [SSRI]), ponekad se dodaje drugi agens. Nedavni sistematski pregled pronašao je izvesne dokaze o kliničkoj korisnosti dodatnog litijuma, ali većina potpornih dokaza je datirana. U istom pregledu nisu pronađeni dokazi koji podržavaju upotrebu litijuma za monoterapiju.

#### Monoterapija
Postoji nekoliko starih studija koje ukazuju na efikasnost litijuma za akutnu depresiju sa litijumom koji ima istu efikasnost kao i triciklični antidepresivi. Nedavna studija je zaključila da litijum najbolje deluje na hroničnu i rekurentnu depresiju u poređenju sa savremenim antidepresivom (tj. citalopramom), ali ne i za pacijente koji nemaju istoriju depresije.

### Prevencija samoubistava
Smatra se da litijum sprečava samoubistvo i često se koristi u kliničkoj praksi u tom cilju. Međutim, meta-analize, suočene sa ograničenjima na osnovu dokaza, dale su različite rezultate i stoga ostaje nejasno da li je litijum efikasan ili ne u prevenciji samoubistava.

### Alchajmerova bolest
Alchajmerova bolest pogađa četrdeset pet miliona ljudi i peti je vodeći uzrok smrti u populaciji starijih od 65 godina. Trenutno ne postoji potpuni lek za ovu bolest. Međutim, litijum se razmatra zbog njegove efikasnosti kao potencijalne terapeutske mere. Jedan od vodećih uzroka Alchajmerove bolesti je hiperfosforilacija tau proteina enzimom GSK-3, što dovodi do prekomerne proizvodnje amiloidnih peptida koji izazivaju ćelijsku smrt. Za borbu protiv ove toksične agregacije amiloida, litijum pojačava proizvodnju neuroprotektora i neurotrofnih faktora, i inhibira GSK-3 enzim. Litijum takođe stimuliše neurogenezu unutar hipokampusa, čineći ga debljim. Još jedan uzrok Alchajmerove bolesti je disregulacija jona kalcijuma u mozgu. Previše ili premalo kalcijuma u mozgu može dovesti do smrti ćelije. Litijum je u stanju da povrati intracelularnu homeostazu kalcijuma kroz inhibiciju pogrešnog priliva kalcijuma uzvodno. Takođe promoviše preusmeravanje priliva kalcijumovih jona u lumen endoplazmatskog retikuluma ćelija kako bi se smanjio oksidativni stres unutar mitohondrija.
Godine 2009, Hampel i njegove kolege su sproveli studiju koja je od pacijenata sa Alchajmerom tražila da uzimaju nisku dozu litijuma dnevno tokom tri meseca; to je dovelo do značajnog usporavanja kognitivnog opadanja, što je najviše koristilo pacijentima koji su u prodromalnoj fazi. Nakon sekundarne analize, proučavani su mozgovi pacijenata sa Alchajmerovom bolešću i pokazalo se da imaju povećanje BDNF markera, što znači da su zapravo pokazali kognitivno poboljšanje. Jedna druga populaciona studija ovog puta Kesinga et al, pokazala je negativnu korelaciju između smrti od Alchajmerove bolesti i prisustva litijuma u vodi za piće. Područja sa povećanim sadržajem litijuma u vodi za piće pokazala su manju zastupljenst demencije u populaciji.

### Praćenje
Oni koji koriste litijum treba redovno da se testiraju serumske nivoe i da prate funkciju štitne žlezde i bubrega u potrazi za abnormalnostima, jer on ometa regulaciju nivoa natrijuma i vode u telu i može izazvati dehidraciju. Dehidracija, koja je praćena toplotom, može dovesti do povećanja nivoa litijuma. Dehidracija je posledica inhibicije litijumom delovanja antidiuretičkog hormona, koji normalno omogućava bubrezima da reapsorbuju vodu iz urina. Ovo uzrokuje nemogućnost koncentrisanja urina, što dovodi do posledičnog gubitka telesne vode i žeđi.
Koncentracije litijuma u punoj krvi, plazmi, serumu ili urinu mogu se meriti instrumentalnim tehnikama kao vodičem za terapiju, da bi se potvrdila dijagnoza kod potencijalnih žrtava trovanja ili kao pomoć u forenzičkoj istrazi u slučaju fatalnog predoziranja. Koncentracije litijuma u serumu su obično u opsegu od 0,5–1,3 mmol/L (0,5–1,3 mEq/L) kod dobro kontrolisanih osoba, ali se mogu povećati na 1,8–2,5 mmol/L kod onih koji akumuliraju lek tokom vremena i do 3–10 mmol/L u akutnom predoziranju.
Litijumove soli imaju uski terapijski/toksični odnos, tako da ih ne treba propisivati osim ako nisu na raspolaganju sredstva za praćenje koncentracija u plazmi. Doze se prilagođavaju da bi se postigle koncentracije u plazmi od 0,4 do 1,2 mmol/L na uzorcima uzetim 12 sati nakon prethodne doze.
S obzirom na stopu disfunkcije štitne žlezde, parametre štitne žlezde treba proveriti pre nego što se litijum uvede i nadgledati nakon 3–6 meseci, a zatim svakih 6–12 meseci.
S obzirom na rizike od zatajenja bubrega, kreatinin u serumu i eGFR treba proveriti pre uvođenja litijuma i pratiti ih nakon 3-6 meseci u redovnim intervalima. Pacijenti koji imaju porast kreatinina u tri ili više navrata, čak i ako je njihov eGFR > 60 ml/min/ 1,73 m2 zahtevaju dalju procenu, uključujući analizu urina na hematuriju, proteinuriju, pregled njihove medicinske istorije sa pažnjom na kardiovaskularnu, urološku i farmakološku istoriju, kao i kontrola i upravljanje krvnim pritiskom. Otvorenu proteinuriju treba dalje kvantifikovati odnosom proteina u urinu i kreatinina.

#### Prekid
Za pacijente koji su postigli dugotrajnu remisiju, preporučuje se postepeno i kontrolisano ukidanje litijuma.
Simptomi prekida se mogu javiti kod pacijenata koji prestanu da uzimaju lek, uključujući razdražljivost, nemir i somatske simptome kao što su vrtoglavica ili nesvestica. Simptomi se javljaju tokom prve nedelje i uglavnom su blagi i samoograničavajući u roku od nekoliko nedelja.

### Klaster glavobolja, migrena i hipnička glavobolja
Studije koje testiraju profilaktičku upotrebu litijuma u klasterskim glavoboljama (u poređenju sa verapamilom), napadima migrene i hipničkoj glavobolji ukazuju na dobru efikasnost.

## Neželjeni efekti
Neželjeni efekti litijuma uključuju:
Veoma česti (> 10% incidencije) neželjeni efekti
- Konfuzija
- Zatvor (obično prolazan, ali može biti postojan u nekim slučajevima)
- Smanjena memorija
- Dijareja (obično prolazna, ali može potrajati u nekim slučajevima)
- Suva usta
- EKG promene — obično benigne promene u T talasima
- Tremor šake (obično prolazan, ali može i dalje postojati u nekim slučajevima) sa incidencom od 27%. Ako je ozbiljno, psihijatar može smanjiti dozu litijuma, promeniti vrstu litijumove soli ili modifikovati preparat litijuma sa dugog na kratkotrajno dejstvo (uprkos nedostatku dokaza za ove procedure) ili koristiti farmakološku pomoć[58]
- Glavobolja
- Hiperrefleksija - preterani refleksi
- Leukocitoza - povećan broj belih krvnih zrnaca
- Slabost mišića (obično prolazna, ali može da traje u nekim slučajevima)
- Mioklonus - trzanje mišića
- Mučnina (obično prolazna)[47]
- Polidipsija - povećana žeđ
- Poliurija - povećano mokrenje
- Renalna toksičnost (bubrežna) koja može dovesti do hronične bubrežne insuficijencije, iako se neki slučajevi mogu pogrešno pripisani[59]
- Povraćanje (obično prolazno, ali može potrajati u nekim slučajevima)
- Vertigo
- Povećanje telesne težine

Uobičajeni (1–10%) neželjeni efekti
- Akne
- Ekstrapiramidalni neželjeni efekti — problemi vezani za kretanje kao što su rigidnost mišića, parkinsonizam, distonija itd.
- Eutireoidna gušavost — tj. formiranje strume uprkos normalnom funkcionisanju štitne žlezde
- Hipotireoza — nedostatak tiroidnog hormona, iako je ovo stanje već uobičajeno kod pacijenata sa bipolarnim poremećajem.[60]
- Gubitak kose / stanjivanje kose

Nepoznata incidencija
- Seksualna disfunkcija[47]
- Hipoglikemija[61]
- Glikozurija

Litijum karbonat može da izazove povećanje telesne težine za 1–2 kg. Pored tremora, čini se da je tretman litijumom faktor rizika za razvoj simptoma sličnih parkinsonizmu, iako uzročni mehanizam ostaje nepoznat.
Većina neželjenih efekata litijuma zavisi od doze. Za ograničavanje rizika od neželjenih efekata koristi se najniža efikasna doza.

### Hipotireoza
Stopa hipotireoze je oko šest puta veća kod ljudi koji uzimaju litijum. Nizak nivo hormona štitne žlezde zauzvrat povećava verovatnoću razvoja depresije. Ljudi koji uzimaju litijum stoga treba rutinski da se procenjuju na hipotireozu i leče sintetičkim tiroksinom ako je potrebno.
Pošto se litijum takmiči sa antidiuretičkim hormonom u bubrezima, on povećava izlaz vode u urinu, stanje koje se naziva nefrogeni dijabetes insipidus. Uklanjanje litijuma iz bubrega je obično uspešno sa određenim diuretičkim lekovima, uključujući amilorid i triamteren. Litiju povećava apetit i žeđ („polidipsija“) i smanjuje aktivnost tiroidnih hormona (hipotireoza). Ovo poslednje se može korigovati lečenjem tiroksinom i ne zahteva prilagođavanje doze litijuma. Takođe se veruje da litijum trajno utiče na bubrežnu funkciju, iako se čini da to nije uobičajeno.
Lambert et al. (2016), upoređujući stopu hipotireoze kod pacijenata sa bipolarnim poremećajem koji su lečeni sa 9 različitih lekova, otkrili su da korisnici litijuma nemaju posebno visoku stopu hipotireoze – samo 1,39 puta veću stopu kod korisnika okskarbazepina. Litijum i kvetiapin se statistički ne razlikuju u pogledu stope hipotireoze. Međutim, korisnici litijuma se mnogo češće testiraju na hipotireozu nego oni koji koriste druge lekove; autori tvrde da može postojati element pristrasnosti nadzora u razumevanju efekata litijuma na štitnu žlezdu.

### Trudnoća i dojenje
Litijum je teratogen, koji uzrokuje urođene defekte kod malog broja novorođenih beba. Izveštaji o slučajevima i nekoliko retrospektivnih studija su pokazali moguće povećanje stope urođene srčane mane poznate kao Ebštajnova anomalija, ako se uzima tokom trudnoće žene. Kao posledica toga, fetalna ehokardiografija se rutinski izvodi kod trudnica koje uzimaju litijum da bi se isključila mogućnost srčanih anomalija. Smatra se da je lamotrigin moguća alternativa litijumu kod trudnica za lečenje akutne bipolarne depresije ili za lečenje bipolarnih pacijenata sa normalnim raspoloženjem. Gabapentin i klonazepam su takođe indikovani kao lekovi protiv panike tokom reproduktivnog perioda i tokom trudnoće. Valproična kiselina i karbamazepin takođe imaju tendenciju da budu povezani sa teratogenošću.
Iako se smatra da je bezbedan za upotrebu tokom dojenja, brojne smernice ga navode kao kontraindikaciju uključujući Britanski nacionalni formular.

### Oštećenje bubrega
Litijum je povezan sa nekoliko oblika oštećenja bubrega. Procenjuje se da je smanjena sposobnost koncentracije urina prisutna kod najmanje polovine osoba na hroničnoj terapiji litijumom, stanje koje se naziva litijum-indukovani nefrogeni dijabetes insipidus. Kontinuirana upotreba litijuma može dovesti do ozbiljnijeg oštećenja bubrega u otežanom obliku dijabetesa insipidusa. U retkim slučajevima, neki oblici oštećenja bubrega izazvanih litijumom mogu biti progresivni i dovesti do završnog stadijuma otkazivanja bubrega sa prijavljenom incidencom od 0,2% do 0,7%.
Neki izveštaji o oštećenju bubrega mogu se pogrešno pripisati litijumu, što povećava očiglednu stopu ovog štetnog efekta. Nielsen et al. (2018), citirajući 6 velikih opservacionih studija od 2010. godine, tvrdi da su nalazi smanjene funkcije bubrega delimično preuveličani pristrasnošću nadzora. Štaviše, savremeni podaci ne pokazuju da litijum povećava rizik od završnog stadijuma bolesti bubrega. Davis et al. (2018), koristeći literaturu iz šireg vremenskog perioda (1977–2018), takođe su utrvrdili da povezanost litijuma sa hroničnom bolešću bubrega nije dokazana sa različitim kontradiktornim rezultatima. Oni takođe nalaze kontradiktorne rezultate u vezi sa završnom stadijumom bolesti bubrega.
Jedan nacionalna studija SAD-a iz 2015. sugeriše da se hronična bolest bubrega može izbeći održavanjem koncentracije litijuma u serumu na nivou od 0,6–0,8 mmol/L i praćenjem serumskog kreatinina svakih 3–6 meseci.

### Hiperparatiroidizam
Hiperparatiroidizam povezan sa litijumom je vodeći uzrok hiperkalcemije kod pacijenata koji se leče litijumom. Litijum može dovesti do pogoršanja postojećeg primarnog hiperparatiroidizma ili izazvati povećanu podešenu vrednost kalcijuma za supresiju paratiroidnog hormona, što dovodi do hiperplazije paratireoidne žlezde.

## Interakcije
Poznato je da se koncentracije litijuma u plazmi povećavaju uz istovremenu upotrebu diuretika—posebno diuretika petlje (kao što je furosemid) i tiazida — i nesteroidnih antiinflamatornih lekova (NSAID) kao što je ibuprofen. Koncentracije litijuma se takođe mogu povećati uz istovremenu upotrebu ACE inhibitora kao što su kaptopril, enalapril i lizinopril.
Litijum se prvenstveno uklanja iz tela glomerularnom filtracijom, ali se deo zatim reapsorbuje zajedno sa natrijumom kroz proksimalne tubule. Njegovi nivoi su stoga osetljivi na ravnotežu vode i elektrolita. Diuretici deluju tako što smanjuju nivo vode i natrijuma; ovo uzrokuje veću reapsorpciju litijuma u proksimalnim tubulima tako da je uklanjanje litijuma iz tela manje, što dovodi do povećanja nivoa litijuma u krvi. ACE inhibitori su takođe pokazali u retrospektivnoj kontrolnoj studiji da povećavaju koncentracije litijuma. Ovo je verovatno zbog suženja aferentne arteriole glomerula, što dovodi do smanjene brzine glomerularne filtracije i klirensa. Drugi mogući mehanizam je da ACE inhibitori mogu dovesti do smanjenja natrijuma i vode. Ovo će povećati reapsorpciju litijuma i njegove koncentracije u telu.
Postoje i lekovi koji mogu povećati raščišćavanje litijuma iz tela, što može dovesti do smanjenja nivoa litijuma u krvi. Ovi lekovi uključuju teofilin, kofein i acetazolamid. Pored toga, povećanje unosa natrijuma ishranom može takođe smanjiti nivoe litijuma podstičući bubrege da izlučuju više litijuma.
Poznato je da je litijum potencijalni precipitant serotoninskog sindroma kod ljudi koji istovremeno uzimaju serotonergičke lekove kao što su antidepresivi, buspiron i određeni opioidi kao što su petidin (meperidin), tramadol, oksikodon, fentanil i drugi. Zajedničko lečenje litijumom je takođe faktor rizika za maligni neuroleptički sindrom kod ljudi koji uzimaju antipsihotike i druge antidopaminergičke lekove.
Visoke doze haloperidola, flufenazina ili flupentiksola mogu biti opasne kada se koriste sa litijumom; Prijavljena je ireverzibilna toksična encefalopatija. Zaista, ovi i drugi antipsihotici su povezani sa povećanim rizikom od neurotoksičnosti litijuma, čak i sa niskim terapeutskim dozama litijuma.
Klasični psihodelici kao što su psilocibin i LSD mogu izazvati napade ako se uzimaju tokom upotrebe litijuma, iako su potrebna dalja istraživanja.

## Predoziranja
Toksičnost litijuma, koja se takođe naziva predoziranje litijumom i trovanje litijumom, stanje je prevelike količine litijuma u krvi. Ovo stanje se takođe dešava kod osoba koje uzimaju litijum kod kojih na nivoe litijuma utiču interakcije lekova u telu.
Kod akutne toksičnosti, ljudi imaju prvenstveno gastrointestinalne simptome kao što su povraćanje i dijareja, što može dovesti do smanjenja zapremine. Tokom akutne toksičnosti, litijum se kasnije distribuira u centralni nervni sistem što rezultira blagim neurološkim simptomima, kao što je vrtoglavica.
Kod hronične toksičnosti, ljudi imaju prvenstveno neurološke simptome koji uključuju nistagmus, tremor, hiperrefleksiju, ataksiju i promenu mentalnog statusa. Tokom hronične toksičnosti, gastrointestinalni simptomi koji se vide kod akutne toksičnosti su manje izraženi. Simptomi su često nejasni i nespecifični.
Ako je toksičnost litijuma blaga ili umerena, doza litijuma se smanjuje ili potpuno zaustavlja. Ako je toksičnost ozbiljna, možda će biti potrebno ukloniti litijum iz tela.

## Mehanizam delovanja
Specifičan biohemijski mehanizam delovanja litijuma u stabilizaciji raspoloženja je nepoznat.
Nakon konzumiranja, litijum postaje široko distribuiran u centralnom nervnom sistemu i stupa u interakciju sa brojnim neurotransmiterima i receptorima, smanjujući oslobađanje norepinefrina i povećavajući sintezu serotonina.
Za razliku od mnogih drugih psihoaktivnih lekova, Li+
 obično ne proizvodi očigledne psihotropne efekte (kao što je euforija) kod normalnih osoba pri primeni u terapijskim koncentracijama. Litijum takođe može povećati oslobađanje serotonina od strane neurona u mozgu. In vitro studije sprovedene na serotonergičkim neuronima iz raf jezgra pacova su pokazale da kada se ovi neuroni tretiraju litijumom, oslobađanje serotonina je pojačano tokom depolarizacije u poređenju sa odsustvom tretmana litijumom i istom depolarizacijom.
Litijum direktno i indirektno inhibira GSK3β (kinazu glikogen sintaze 3β) što dovodi do aktivacije mTOR. Ovo dovodi do povećanja neuroprotektivnih mehanizama olakšavanjem Akt signalnog puta. GSK-3β je nizvodna meta monoaminskih sistema. Kao takav, direktno je uključen u spoznaju i regulaciju raspoloženja. Tokom manije, GSK-3β se aktivira preko prekomerne aktivnosti dopamina. GSK-3β  fosforilacijom inhibira faktore transkripcije β-katenin i ciklični AMP (cAMP) vezujući protein (CREB). Ovo rezultira smanjenjem transkripcije važnih gena koji kodiraju neurotrofine. Pored toga, nekoliko autora je predložilo da pAp-fosfataza može biti jedna od terapijskih meta litijuma. Ovu hipotezu podržava nizak Ki litijuma za humanu pAp-fosfatazu kompatibilnu u opsegu terapijskih koncentracija litijuma u plazmi ljudi (0,8–1 mM). Ki humane pAp-fosfataze je deset puta niži od GSK3β (kinaze glikogen sintaze 3β). Inhibicija pAp-fosfataze litijumom dovodi do povećanja nivoa pAp (3′-5′ fosfoadenozin fosfata), za koji se pokazalo da inhibira PARP-1.
Jedan drugi mehanizam predložen 2007. je da litijum može da stupi u interakciju sa signalnim putem azot-oksida (NO) u centralnom nervnom sistemu, koji igra ključnu ulogu u neuralnoj plastičnosti. NO sistem bi mogao biti uključen u antidepresivni efekat litijuma u Porsoltovom testu prisilnog plivanja kod miševa. Takođe je objavljeno da blokada NMDA receptora pojačava efekte litijuma slične antidepresivima u testu prinudnog plivanja miševa, što ukazuje na moguće učešće NMDA receptor/NO signalizacije u delovanju litijuma u ovom životinjskom modelu naučene bespomoćnosti.
Litijum poseduje neuroprotektivna svojstva tako što sprečava apoptozu i povećava dugovečnost ćelija.
Iako je potraga za novim litijum-specifičnim receptorom u toku, visoka koncentracija litijumskih jedinjenja koja je potrebna da izazove značajan farmakološki efekat navodi glavne istraživače da veruju da je postojanje takvog receptora malo verovatno.

### Oksidativni metabolizam
Dokazi sugerišu da je mitohondrijalna disfunkcija prisutna kod pacijenata sa bipolarnim poremećajem. Oksidativni stres i smanjeni nivoi antioksidanata (kao što je glutation) dovode do smrti ćelije. Litijum može da zaštiti od oksidativnog stresa regulacijom kompleksa I i II mitohondrijalnog lanca za transport elektrona.

### Dopaminska i G-proteinska sprega
Tokom manije, dolazi do povećanja neurotransmisije dopamina što uzrokuje sekundarnu homeostatsku regulaciju, što dovodi do smanjene neurotransmisije dopamina, i to može izazvati depresiju. Pored toga, postsinaptička dejstva dopamina su posredovana preko G-proteinskih receptora. Jednom kada se dopamin spregne sa G-proteinskim receptorima, on stimuliše druge sekundarne sisteme glasnika koji modulišu neurotransmisiju. Studije su otkrile da su kod obdukcija (koje ne nužno odražavaju stanje živih ljudi), osobe sa bipolarnim poremećajem imale povećano sprezanje G-proteina u poređenju sa ljudima bez bipolarnog poremećaja. Tretman litijumom menja funkciju određenih podjedinica G-proteina povezanih sa dopaminom, što može biti deo njegovog mehanizma delovanja.

### Glutamat i NMDA receptori
Primećeno je da su nivoi glutamata povišeni tokom manije. Smatra se da litijum obezbeđuje dugoročnu stabilizaciju raspoloženja i ima antimanična svojstva modulacijom nivoa glutamata. Predlaže se da se litijum takmiči sa magnezijumom u vezivanju za NMDA glutamatni receptor, povećavajući dostupnost glutamata u postsinaptičkim neuronima, što dovodi do homeostatskog povećanja ponovnog uzimanja glutamata i to smanjuje glutamatergijski prenos. Na NMDA receptor takođe utiču drugi neurotransmiteri kao što su serotonin i dopamin. Smatra se da su uočeni efekti isključivo ograničeni za litijum i nisu primećeni kod drugih monovalentnih jona kao što su rubidijum i cezijum.

### GABA receptori
GABA je inhibitorni neurotransmiter koji igra važnu ulogu u regulisanju neurotransmisije dopamina i glutamata. Utvrđeno je da pacijenti sa bipolarnim poremećajem imaju niže GABA nivoe, što dovodi do ekscitotoksičnosti i može izazvati apoptozu (gubitak ćelija). Pokazalo se da litijum povećava nivo GABA u plazmi i cerebralnoj kičmenoj tečnosti. Litijum se suprotstavlja ovim procesima razgradnje tako što smanjuje pro-apoptotičke proteine i stimuliše oslobađanje neuroprotektivnih proteina. Litijumova regulacija ekscitatornih dopaminergičkih i glutamatergičnih sistema preko GABA može da igra ulogu u njegovim efektima stabilizacije raspoloženja.

### Ciklični AMP kao sekundarni glasnici
Smatra se da se terapeutski efekti litijuma delimično mogu pripisati njegovoj interakciji sa nekoliko mehanizama za transdukciju signala. Pokazano je da je ciklični AMP sistem sekundarnog glasnika moduliran litijumom. Utvrđeno je da litijum povećava bazalne nivoe cikličnog AMP, ali narušava stimulaciju proizvodnje cikličnog AMP povezanog sa receptorima. Pretpostavlja se da su dvostruki efekti litijuma posledica inhibicije G-proteina koji posreduju u proizvodnji cikličnog AMP. Tokom dugog perioda tretmana litijumom, nivoi cikličnog AMP i adenilat ciklaze se dalje menjaju faktorima transkripcije gena.

### Hipoteza o iscrpljivanju inozitola
Utvrđeno je da tretman litijumom inhibira enzim inozitol monofosfatazu, koji je uključen u razgradnju inozitol monofosfata do inozitola potrebnog u sintezi PIP2. Ovo dovodi do nižih nivoa inozitol trifosfata, nastalog razgradnjom PIP2. Predloženo je da se ovaj efekat dodatno pojačava inhibitorom ponovnog preuzimanja inozitol trifosfata. Poremećaji inozitola su povezani sa poremećajima pamćenja i depresijom. Sa znatnom izvesnošću je poznato da litijum utiče na signale sa receptora koji su povezani sa transdukcijom fosfoinozitidnog signala. Mio-inozitol je takođe regulisan transportnim sistemom natrijum mI visokog afiniteta (SMIT). Pretpostavlja se da litijum inhibira mI ulazak u ćelije i ublažava funkciju SMIT-a. Smanjenje ćelijskog nivoa mio-inozitola dovodi do inhibicije ciklusa fosfoinozitida.

### Neurotrofični faktori
Pokazalo se da su različiti neurotrofni faktori poput BDNF-a i neurotrofičnog faktora izvedenog iz mezencefalnih astrocita modulirani različitim stabilizatorima raspoloženja.

## Istorija
Litijum je prvi put korišćen u 19. veku kao lek za giht nakon što su naučnici otkrili da, barem u laboratoriji, litijum može da rastvori kristale mokraćne kiseline izolovane iz bubrega. Međutim, nivoi litijuma potrebni za rastvaranje urata u telu bili su toksični. Zbog preovlađujućih teorija koje povezuju višak mokraćne kiseline sa nizom poremećaja, uključujući depresivne i manične poremećaje, Karl Lang u Danskoj i Vilijam Aleksander Hamond iz Njujorka koristili su litijum za lečenje manije od 1870-ih i nadalje.
Na prelazu iz 20. veka, kako je evoluirala teorija o poremećajima raspoloženja i kako je takozvani „moždani giht” nestao kao medicinski entitet, upotreba litijuma u psihijatriji je uglavnom napuštena; međutim, još uvek se proizvodio određeni broj preparata litijuma za kontrolu bubrežnih kamenaca i dijateze mokraćne kiseline. Kako je akumulirano znanje pokazalo ulogu prekomernog unosa natrijuma u hipertenziji i srčanim oboljenjima, litijumove soli su propisivane pacijentima za upotrebu kao zamena za prehrambenu so (natrijum hlorid). Ova praksa i sama prodaja litijuma zabranjeni su u Sjedinjenim Državama u februaru 1949. godine, nakon objavljivanja izveštaja sa detaljima o neželjenim efektima i smrti.
Takođe 1949. godine, australijski psihijatar Džon Kejd i australijski biohemičar Širli Endruz ponovo su otkrili korisnost litijumovih soli u lečenju manije dok su radili u Psihijatrijskoj bolnici Rojal Park u Viktoriji. Ubrizgavali su glodarima ekstrakte urina uzetih od maničnih pacijenata u pokušaju da izoluju metaboličko jedinjenje koje bi moglo da izaziva mentalne simptome. Pošto je poznato da je mokraćna kiselina kod gihta psihoaktivna (njom se stimulišu adenozinski receptori na neuronima; kofein ih blokira), za kontrolu im je bio potreban rastvorljiv urat. Koristili su litijum urat, za koji je već poznato da je najrastvorljivije uratno jedinjenje, i primetili su da je uzrokovao da glodari postanu spokojni. Kejd i Endruz su pratili efekat samog litijumskog jona, a nakon što je Kejd sam uzeo litijum da bi potvrdio njegovu bezbednost kod ljudi, predložio je litijumove soli kao sredstva za smirenje. Ubrzo je sa njima uspeo da kontroliše maniju kod hronično hospitalizovanih pacijenata. Ovo je bila jedna od prvih uspešnih primena leka za tretman mentalnih bolesti, i otvorila je vrata za razvoj lekova za druge mentalne probleme u narednim decenijama.
Ostatak sveta je bio spor sa usvajanjem ovog tretmana, uglavnom zbog smrtnih slučajeva koji su bili rezultat čak i relativno malog predoziranja, uključujući one prijavljene od upotrebe litijum hlorida kao zamene za kuhinjsku so. U velikoj meri kroz istraživanja i druge napore danskih istraživača Mogensa Šoa i Pola Bastrupa u Evropi, i Semjuela Geršona i Barona Šopsina u SAD, ovaj otpor je polako prevaziđen. Po preporuci APA Radne grupe za litijum (Vilijam Bani, Irvin Koen (predsedavajući), Džonatan Kol, Ronald R. Fajv, Semjuel Geršon, Robert Prien i Džozef Tupin), odobrena je primena litijuma kod manične bolesti od strane Uprave za hranu i lekove Sjedinjenih Država 1970. godine, postavši 50. nacija koja je to učinila. Godine 1974, ova aplikacija je proširena na upotrebu kao preventivni agens za manično-depresivnu bolest.
Fajv, koji je otvorio prvu kliniku za litijum u Severnoj Americi 1966. godine, pomogao je popularizaciji psihijatrijske upotrebe litijuma kroz svoje nacionalne TV nastupe i svoju bestselersku knjigu Promena raspoloženja. Pored toga, Fajv i Dejvid L. Daner razvili su koncept bipolarnog poremećaja „brzog ciklusa“ zasnovanog na nereagovanju na litijum.
Litijum je sada postao deo zapadne popularne kulture. Likovi u Pi,  Predosećanje, Stardast memorije,  Američki psiho, Baštenska država, i Neudata žena, svi uzimaju litijum. To je glavni sastojak smirujućeg leka u distopiji Ire Levina Ovaj savršeni dan. Satelitski radio Sirijus XM u Severnoj Americi ima alternativnu rok stanicu iz 1990-ih pod nazivom Litijum, a nekoliko pesama govori o upotrebi litijuma kao stabilizatora raspoloženja. To uključuje: „Equilibrium met Lithium” južnoafričkog umetnika Kusa Kombuisa, „Litijum” od Evanescence, „Litijum” od Nirvane, „Litijum i ljubavnik” grupe Sirenija, „Litijumski zalazak sunca”, sa albuma Merkur pada od Stinga, i „Litijum” od grupe Thin White Rope.

### 7 Up
Kao i kod kokaina u Koka-koli, litijum je bio naširoko plasiran kao jedan od brojnih patentiranih medicinskih proizvoda popularnih u kasnom 19. i ranom 20. veku, i bio je medicinski sastojak napitka za osveženje. Čarls Lejper Grig, koji je pokrenuo svoju kompaniju The Howdy Corporation sa sedištem u Sent Luisu, izumeo je formulu za bezalkoholno piće od limuna i limete 1920. Proizvod, prvobitno nazvan „Bib-Lejbel litirana soda od limuna i limete”, lansiran je dve nedelje pre kraha berze na Volstritu 1929. godine. Sadržao je litijum citrat stabilizator raspoloženja i bio je jedan od brojnih patentiranih medicinskih proizvoda popularnih u kasnom 19. i ranom 20. veku. Njegovo ime je ubrzo promenjeno u 7 Up. Svi američki proizvođači pića bili su primorani da uklone litijum iz pića 1948. Uprkos zabrani, 1950. Pajnsvil Telegraf je i dalje objavljivao reklamu za piće od limuna sa litijumom.

## Soli i nazivi proizvoda
Litijum karbonat (Li
2CO
3) je najčešće korišćeni oblik litijuma, iako se takođe koriste litijum citrat (Li
3C
6H
5O
7) i druge soli, uključujući litijum sulfat, litijum hlorid i litijum orotat. Nanočestice i mikroemulzije su takođe izmišljene kao mehanizmi za isporuku lekova. Prema podacima iz 2020. godine, nedostaju dokazi da bi alternativne formulacije ili soli litijuma smanjile potrebu za praćenjem nivoa litijuma u serumu ili smanjile sistemsku toksičnost.
Prema podacima iz 2017, litijum je plasiran pod mnogim brendovima širom sveta, uključujući: Cade, Calith, Camcolit, Carbolim, Carbolit, Carbolith, Carbolithium, Carbolitium, Carbonato de Litio, Carboron, Ceglution, Contemnol, Efadermin (Lithium and Zinc Sulfate), Efalith (Lithium and Zinc Sulfate), Elcab, Eskalit, Eskalith, Frimania, Hypnorex, Kalitium, Karlit, Lalithium, Li-Liquid, Licarb, Licarbium, Lidin, Ligilin, Lilipin, Lilitin, Limas, Limed, Liskonum, Litarex, Lithane, Litheum, Lithicarb, Lithii carbonas, Lithii citras, Lithioderm, Lithiofor, Lithionit, Lithium, Lithium aceticum, Lithium asparagicum, Lithium Carbonate, Lithium Carbonicum, Lithium Citrate, Lithium DL-asparaginat-1-Wasser, Lithium gluconicum, Lithium-D-gluconat, Lithiumcarbonaat, Lithiumcarbonat, Lithiumcitrat, Lithiun, Lithobid, Lithocent, Lithotabs, Lithuril, Litiam, Liticarb, Litijum, Litio, Litiomal, Lito, Litocarb, Litocip, Maniprex, Milithin, Neurolepsin, Plenur, Priadel, Prianil, Prolix, Psicolit, Quilonium, Quilonorm, Quilonum, Téralithe, i Theralite.

## Osobine
Litijum (lek) je hemijsko jedinjenje koje ima molekulsku masu od 6,941 .
| Osobina                  | Vrednost |
| ------------------------ | -------- |
| Broj akceptora vodonika  | 0        |
| Broj donora vodonika     | 0        |
| Broj rotacionih veza     | 0        |
| Particioni koeficijent ( | 0,0      |
| Rastvorljivost (logS, log(mol/L))       | 1,4      |
| Polarna površina (PSA, Å2)  | 41,6     |

## Istraživanja
Preliminarna evidencija za Alzheimerovu bolest pokazala je da  itijum može usporiti napredovanje. Proučavana je njegova potencijalna upotreba u lečenju amiotrofične lateralne skleroze (ALS), ali studija je pokazala da litijum nema uticaja na ishod ALS-a.

## Napomene
1. ↑  UK Elektronski medicinski zbornik preporučuje nivo litijuma u plazmi od 0,4–0,8 mmol/L kod odraslih za profilaksu rekurentne afektivne bipolarne manično-depresivne bolesti[43]
2. ↑  Jedna studija[44] je izvela zaključak je da je „niska“ doza od 0,4–0,6 mmol/L tretmana litijuma za pacijente sa bipolarnim poremećajem 1 imala manje neželjenih efekata, ali veću stopa relapsa od „standardne” doze od 0,8-1,0 mmol/L. Međutim, ponovna analiza istih eksperimentalnih podataka[45] zaključila je da je veća stopa relapsa za „nisku” dozu bila posledica naglih promena nivoa litijuma u serumu.

## Literatura
- Hardman JG, Limbird LE, Gilman AG (2001). Goodman & Gilman's The Pharmacological Basis of Therapeutics (10. изд.). New York: McGraw-Hill. ISBN 0071354697. doi:10.1036/0071422803.
- Thomas L. Lemke; David A. Williams, ур. (2007). Foye's Principles of Medicinal Chemistry (6. изд.). Baltimore: Lippincott Willams & Wilkins. ISBN 0781768799.
- Mota de Freitas D, Leverson BD, Goossens JL (2016). „Lithium in Medicine: Mechanisms of Action”.  Ур.: Sigel A, Sigel H, Sigel R. Metal ions in Life Sciences. 16. Springer. стр. 557—584. ISBN 978-3-319-21755-0. PMID 26860311. doi:10.1007/978-3-319-21756-7_15.
- Phelps J (19. 9. 2014). „Lithium Basics”. Psych. Архивирано из оригинала 11. 2. 2022. г. Приступљено 11. 2. 2022.
- Phillips ML (16. 2. 2006). „Exposing lithium's circadian action”. The Scientist. Архивирано из оригинала 8. 8. 2020. г. Приступљено 17. 8. 2018.

## Spoljašnje veze
- „Mood Stabilizers: An Updated List and Links”. PsychEducation.org. април 2004. Архивирано из оригинала 11. 8. 2004. г.
- Anvisa (31. 3. 2023). „RDC Nº 784 – Listas de Substâncias Entorpecentes, Psicotrópicas, Precursoras e Outras sob Controle Especial” [Collegiate Board Resolution No. 784 – Lists of Narcotic, Psychotropic, Precursor, and Other Substances under Special Control] (на језику: португалски). Diário Oficial da União (објављено 4. 4. 2023). Архивирано из оригинала 3. 8. 2023. г. Приступљено 16. 8. 2023.

|  | Molimo Vas, obratite pažnju na važno upozorenje u vezi sa temama iz oblasti medicine (zdravlja). |